# Cornella de Palawan
La cornella de Palawan (Corvus pusillus) és un ocell de la família dels còrvids (Corvidae).

## Hàbitat i distribució
Habita boscos, clars i vegetació secundària de les illes de Mindoro, Calamian i les Palawan, a les Filipines.

## Taxonomia
Tradicionalment inclosa dins Corvus enca (i encara per diversos autors). Actualment el Congrés Ornitològic Internacional, versió 13.1 (2013) la considera una espècie de ple dret, arran Allen 2020 amb el nom comú en anglès "Palawan Crow" (cornella de Palawan).